# Omar Embarek
Omar Embarek est un footballeur algérien né le 11 novembre 1998 à Chlef en Algérie. Il évolue au poste de Milieu défensif à l’USM Alger.

## Statistiques

### En club
| Saison                | Club                  | Championnat           | Championnat | Championnat | Championnat | Coupe(s) nationale(s) | Coupe(s) nationale(s) | Coupe(s) nationale(s) | Compétition(s) continentale(s) | Compétition(s) continentale(s) | Compétition(s) continentale(s) | Compétition(s) continentale(s) | Autres compétitions | Autres compétitions | Autres compétitions | Autres compétitions | Total | Total | Total |
| Saison                | Club                  | Division              | M.          | B.          | P.d.        | M.                    | B.                    | P.d.                  | Comp.                          | M.                             | B.                             | P.d.                           | Comp.               | M.                  | B.                  | P.d.                | M.    | B.    | P.d.  |
| 2019-2020             | ASO Chlef             | Ligue 1               | 0           | 0           | 0           | -                     | -                     | -                     | -                              | -                              | -                              | -                              | -                   | -                   | -                   | -                   | 0     | 0     | 0     |
| 2022-2023             | MC El Bayadh          | Ligue 1               | 26          | 0           | 3           | -                     | -                     | -                     | -                              | -                              | -                              | -                              | -                   | -                   | -                   | -                   | 26    | 0     | 3     |
| 2023-2024             | USM Alger             | Ligue 1               | 17          | 0           | 1           | 1                     | 0                     | 0                     | C2                             | 6                              | 0                              | 0                              | SCAF                | 1                   | 0                   | 0                   | 25    | 0     | 1     |
| 2024-2025             | USM Alger             | Ligue 1               | 4           | 0           | 0           | -                     | -                     | -                     | C2                             | -                              | -                              | -                              | -                   | -                   | -                   | -                   | 4     | 0     | 0     |
| Sous-total            | Sous-total            | Sous-total            | 21          | 0           | 1           | 1                     | 0                     | 0                     | -                              | 6                              | 0                              | 0                              | -                   | 1                   | 0                   | 0                   | 29    | 0     | 1     |
| Total sur la carrière | Total sur la carrière | Total sur la carrière | 47          | 0           | 4           | 1                     | 0                     | 0                     | -                              | 6                              | 0                              | 0                              | -                   | 1                   | 0                   | 0                   | 55    | 0     | 4     |

## Palmarès

### Palmarès en club
| USM Alger (1)                                   |
| ----------------------------------------------- |
| - Supercoupe de la CAF (1) : - Vainqueur : 2023 |